# Napoleonův dub (Suchohrdly)
Napoleonův dub (německy Napoleonseiche nebo Napoleons-Eiche) u Suchohrdel (též uváděný jako u Znojma nebo u Dobšic) byl památný strom, pod kterým tábořil císař Napoleon Bonaparte. Zanikl v první třetině 20. století.

## Základní údaje
Pod dubem měl v létě 1809 stan císař Napoleon a řídil od něj bitvu u Znojma. Ve skutečnosti nešlo o jediný dub, ale dvojici rostoucí těsně u sebe. Strom existoval až do roku 1931, kdy byl (jako suchý) poražen. K jeho konci přispělo několik zásahů bleskem. Část kmene je uložena v depozitáři znojemského muzea, v roce 2009 u výstavy při příležitosti 200 let bitvy u Znojma se tento exponát stal středobodem jednoho z výstavních sálů.

## Další zajímavosti
Podoba stromu je zachycena na několika dobových fotografiích, objevil se na pohlednici Gruss aus Zuckerhandl z přelomu 19. a 20. století, na olejomalbě jej kolem roku 1920 zachytil Nestarovitz - Götz. Po zániku původního stromu roku 1931 byl v místě vysazen nový dub. Pro lokalitu se vžil se pomístní název U Napoleonova dubu a je jednou ze zastávek Vinařké stezky „Po stopách Napoleona“, kterou společně zbudovala vinařství Lahofer a vinařství Hort.